# Taegak Ŭich’ŏn
Taegak Ŭich’ŏn (ur. 28 września 1055, zm. 5 października 1101) – koreański buddysta, propagator i odnowiciel tradycji szkoły ch’ŏnt’ae.

## Życiorys
Jego nazwiskiem było Hu. Urodził się w Kaesŏngu. Był czwartym synem króla Koryŏ Munjonga (pan. 1046-1083). Według prawa Koryŏ tylko jeden z trzech synów w jednej rodzinie mógł zostać mnichem. Pewnego dnia, gdy król spytał swoich synów, który z nich chce zostać mnichem, zgłosił się Ŭich’ŏn. Król-ojciec wyraził zgodę i Ŭich’ŏn przyjął wskazania u Narodowego Nauczyciela Kyŏngdŏka i rozpoczął studia buddyjskie w klasztorze Yŏngt'ong.
Wykazał się wielkimi zdolnościami i opanował sutry, wskazania i traktaty buddyjskie. Szczególnie wykazywał się w badaniach nad sŏnem i doktryną, zwłaszcza naukami hwaŏm. Bardzo szanował Wŏnhyo i Ŭisanga. Głównym problemem dla niego było rozbicie buddyzmu Koryŏ na sŏn i doktrynę. Uważał, że problem leży w różnych sposobach przekazywania buddyzmu, dlatego myślał, że mogą stanowić jedność. Otrzymał stanowisko hoguk sungt'ong (Nadzorcy Sanghi, który Broni Narodu).
W celu zrealizowania swojej idei pragnął udać się do Chin, jednak nie otrzymywał zgody od ojca, ze względu na swoje bardzo słabe zdrowie. Gdy po śmierci ojca na tron wstąpił brat jako król Sŏnjong (pan. 1049–1094) także nie zezwolił Ŭich’ŏnowi na podróż do Chin. Mimo zakazu, Ŭich’ŏn tylko w towarzystwie 2 służących, udał się w 1085 r. do tego kraju.
W Chinach przebywał tylko blisko czternaście miesięcy, ale wykorzystał ten czas maksymalnie. Spotkał ponad pięćdziesięciu mnichów, wśród których byli liderzy najbardziej aktywnych tradycji buddyjskich okresu dynastii Song, takich jak winaja (Zhanran Yuanzhao), tiantai, huayan i chan. Najpierw przebywał w klasztorze Jiaoyan, gdzie studiował nauki szkół tiantai i huayan pod kierunkiem mistrza huayan Youchenga. W Mingzhou i Hangzhou pobierał nauki u nauczycieli tiantai Mingzhi Zhongli (1046-1114) i Cibiana Congjiana (1035-1109), rozmawiał z mistrzem chan Yuanzhao Zongbenem (1019-1089) oraz radykalnym mistrzem chan Foyinem Liaoyuanem (1032-1098). W klasztorze Xingguo studiował sutry sanskryckie u indyjskiego mistrza Śri (chiń. Jixiang; kor. Gilsang). W tym okresie nauki szkoły tiantai dominowały nad wszystkimi innymi ze szkół doktryny. Ŭich’ŏn właśnie w naukach tej szkoły znalazł ogólną podstawę do zjednoczenia sŏnu i doktryny. Udał się do stupy Tiantaia Zhizhe, gdzie wyraził pragnienie przeniesienia jego nauk do Wschodniego Sae czyli Koryŏ.
Po kilku poselstwach wysłanych przez króla i królową, domagających się jego powrotu, postanowił wrócić do kraju. Przed powrotem złożył wizyty wielu wielkim mistrzom buddyjskim. W ciągu roku pobytu w Chinach stał się bardzo znany i ogólnie szanowany.
Do kraju powrócił w 1086 r. z wieloma tłumaczeniami Tripitaki i innymi tekstami. Podarował królowi 1000 tekstów buddyjskich i król pozwolił mu przebywać w klasztorze Hŭngwang. Podczas pobytu w nim prowadził badania naukowe, gromadził teksty Tripitaki z Japonii i Liao. Posługując się wieloma wydaniami Tripitaki z wielu krajów, uzupełniał brakujące teksty, których brakowało w pewnych wydaniach. Opublikował olbrzymi tom buddyjskich indeksów Sinp'yŏn chejong kyojang ch'ongnok (Nowy katalog tekstów buddyjskich sekt). Jest on uważany za najlepszy katalog tekstów buddyjskich. Publikował także książki porównawcze buddyjskich tekstów, które przyniósł do Hŭngwang sa. Katalog, który opublikował w 1090 r. zawierał 1010 książek w 4740 tomach. Niewytłumaczalną wadą jest całkowity brak tekstów związanych z chanem.
Po tej olbrzymiej pracy odbudował klasztor Sŏnam i założył klasztor Kukch'ŏng w Kaesŏng, w których wykładał teorię ch’ŏnt’ae. Naciskał na pogodzenie się szkół sŏnu ze szkołami doktryny. Krytykował nastawienie sŏnu do pomniejszania ważności doktryny. Zauważał, że jeśli sŏn jest umysłem buddy, a doktryna jego naukami Buddy, to każdy umysł może być wyrażony słowami.
Szczególnie cenił Sutrę Lankawatarę i Traktat o przebudzeniu wiary w mahajanie. Podkreślał także wagę Dziesięciu wskazań bodhisattwy i udzielał wykładów na temat wskazań zawartych w Sutrze sieci Brahmy.
Ŭich’ŏn z powodu swojego wątłego zdrowia zmarł w wieku 46 lat w 1101 roku.
Otrzymał honorowe imię Taegak i tytuł Narodowego Nauczyciela (kor. kuksa).
Z jego uczniów ponad 160 stało się bardzo znanych. Najbardziej wybitnymi byli Kyeŭng, Hyeso i Kyoung.

## Dzieła
Napisał m.in.:
- Sinp'yŏn chejong kyojang ch'ongnok
- Wŏnjongmullyu (Pisma doskonałej sekty)
- Sŏkwŏnsarim (Las mów w ogrodzie Siakjamuniego)
- Taegak kuksa munjip